# Палеоихнология

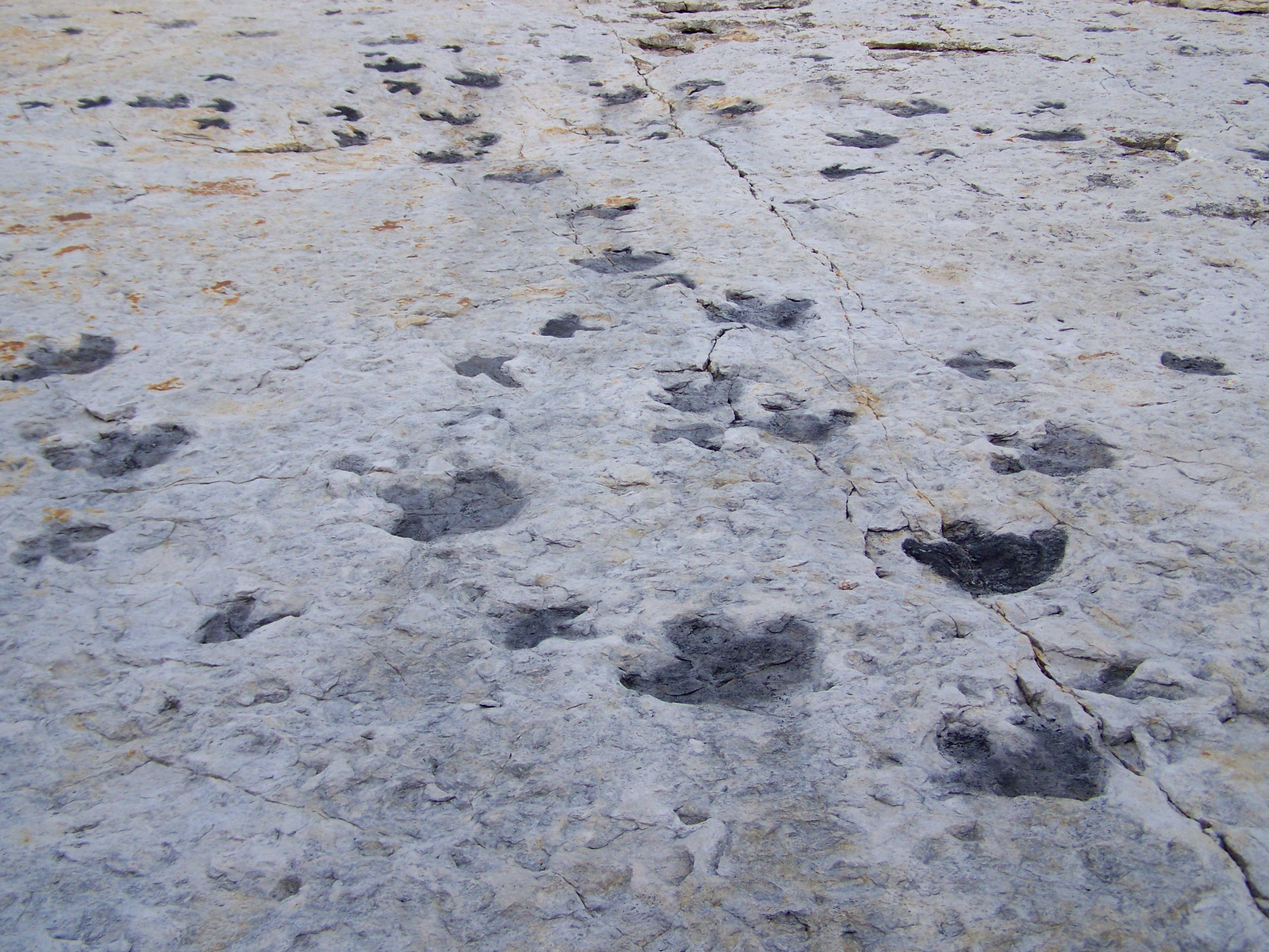
Отпечатки ног динозавров (Dinosaur Ridge, Колорадо, США)

Палеоихнология (от др.-греч. ἴχνος — след, остаток) — наука, изучающая следы жизнедеятельности вымерших организмов, главным образом следы передвижения животных — биоглифы, фоссилии, ихнофоссилии.

## Описание
Следы жизнедеятельности ископаемых организмов изучаются в рамках таких дисциплин, как палеонтология, седиментология, стратиграфия и палеоэкология.
Палеоихнология изучает ихнофоссилии — следы жизнедеятельности ископаемых организмов. Чаще всего они сохраняются в виде отпечатков, реже в виде слабообъёмных образований. К ним относятся следы ползания и зарывания членистоногих, червей, двустворок; следы выедания, норки, ходы и следы сверления губок, двустворок, членистоногих и следы передвижения позвоночных.
От других областей палеонтологии она отличается характером объектов исследований. Особенность последних состоит в том, что они являются результатом непосредственного взаимодействия организмов и внешней среды. Пожалуй, ни одна группа окаменелостей не дает столь ярких примеров теснейших и многообразных связей организмов и среды их обитания, какими богата палеоихнология.